# Javier Fragoso
Javier Gonzalo Fragoso Rodríguez (Mexikóváros, 1942. április 19. – Cuernavaca, 2014. december 28.) mexikói válogatott labdarúgó.

## Pályafutása

### Klubcsapatban
1962 és 1970 között a Club América játékosa volt. Később játszott még a Zacatepec (1970–72, 1973–74) és a Puebla (1972–73) együtteseiben is.

### A válogatottban
1965 és 1970 között 46 alkalommal szerepelt a mexikói válogatottban és 19 gólt szerzett. Részt vett az 1964. évi nyári olimpiai játékokon, illetve az 1966-os és az 1970-es világbajnokságon.

## Külső hivatkozások
- Javier Fragoso – a FIFA adatbázisában
- Javier Fragoso adatlapja a National-Football-Teams.com oldalon (angolul)

- Javier Fragoso adatlapja a worldfootball.net oldalon (angolul)
- Javier Fragoso profilja az Olympedia oldalán (angolul)